# Kathy Lynch
Pour les articles homonymes, voir Lynch.
Kathleen "Kathy" Lynch, née le 23 avril 1957 à Hawera est une coureuse cycliste néo-zélandaise, elle a aussi représenté son pays à la première coupe du monde de slalom de canoë-kayak en 1988.

## Palmarès en VTT

### Jeux Olympiques
- Atlanta 1996
  - 8e du VTT cross-country

### Championnats de Nouvelle-Zélande
- 1989
  -  Championne de Nouvelle-Zélande de VTT

### Autres
- Karapoti Classic (1989, 1990, 1991, 1992, 1994, 1995, 1996, 1997)
- Coast to Coast (1991, 1992, 1993, 1994, 1996)
- Xeros Challenge (1990)

## Palmarès sur route

### Championnats de Nouvelle-Zélande
- 1991
  - 3e du championnat de Nouvelle-Zélande sur route
- 1996
  -  Championne de Nouvelle-Zélande sur route
  -  Championne de Nouvelle-Zélande du contre-la-montre

### Autre
- 1996
  - 3e étape du Women's Challenge

### Grands tours

#### Tour cycliste féminin
- Tour cycliste féminin 1992 : 6e

## Palmarès en canoë-kayak
- 1987 : Championne de Nouvelle-Zélande de slalom de canoë-kayak
- 1987 : Championne de Nouvelle-Zélande de descente de canoë-kayak
- 1988 : 19e en k1 de la coupe du monde de slalom de canoë-kayak